# Jamaica (Queens)
Jamaica is een buurt in het stadsdeel Queens van New York. De luchthaven JFK International Airport ligt in Jamaica.
Jamaica werd in 1656 als dorp gesticht onder Nederlands bestuur in het toenmalige Nieuw-Nederland. Gouverneur Peter Stuyvesant gaf het de naam Rustdorp. De Engelsen veroverden het gebied in 1664 en gaven het de naam Jamecos (jameco is het woord voor 'bever' in de Algonkische taal van de daar toen wonende indianen). Later werd dit verbasterd tot Jamaica. De naam heeft dus geen verband met het Caribische eiland Jamaica. 
In 1683 werd de county Queens opgericht en werd Jamaica een van de vijf towns, en tevens de hoofdplaats van de county. Op 1 januari 1898 werd Queens, en daarmee ook Jamaica, bij New York gevoegd.
Tegenwoordig is Jamaica een van de grote "zwarte" wijken in Queens. Naast de Afro-Amerikanen, die hier sinds lange tijd wonen, vestigden zich immigranten uit de Caraïben, Midden-Amerika, India en het Midden-Oosten.
Het gebied rond Jamaica Avenue, de centrale laan in Jamaica, is een belangrijk lokaal commercieel centrum. Jamaica Station is een station van de Long Island Rail Road, en het grootste en drukste station van Queens.

## Geboren
- Bob Beamon (1946), verspringer
- George Coe (1929-2015), acteur, filmproducent en filmregisseur
- Mario Cuomo (1932-2015), gouverneur
- Bernard Wright (1963-2022), funk- en jazzmusicus en toetsenist
- 50 Cent (1975), rapper